# Bostrup
Bostrup er et stednavn for et område i Midtjylland, nær landsbyerne Lyby og Jebjerg i Salling. Stedet ligger i Skive Kommune og tilhører Region Midtjylland. Bostrup er historisk kendt for at der fra 1688 var et fælles tingsted for hele Salling på Bostrup Tinghøj.Bostrup ligger i Lyby Sogn
Den største gård i området, Bostrup Østergaard, havde oprindeligt et større jordtilligende. En del herfra blev undervejs udlagt til husmandsbrug – i nutiden genopslugt af større gårdbrug.
Øster Bostrup er betegnelsen for området nærmest Bostrup Østergaard, og har historisk haft en karakter, der nærmede sig landsbyens. Vestre Bostrup, hvor tinghøjen lå, har histrorisk været mere øde – og gik under betegnelsen Bostrup Hede.
I Vestre Bostrup ligger en ejendom, der historisk indeholdt Bostrup Kro. Det fortælles f.eks., at politikeren Jens Peter Dalsgaard blev opstillet som folketingskandidat ved et møde på kroen i 1883.